# Marc europeu comú de referència per a les llengües
El Marc europeu comú de referència per a les llengües (MECR) és una guia per a l'ensenyament i aprenentatge de les llengües del Consell d'Europa. Inclou una escala per comparar el nivell de competència entre diferents idiomes, assegurant l'equivalència entre els diferents títols oficials impartits per universitats i acadèmies i afavorint la mobilitat dels ciutadans mitjançant un portafolis lingüístic que resumeix el domini de cada idioma. El Consell d'Europa recomana des del 2001 el seu ús als països membres.

## Nivells
El marc estructura la competència en sis nivells. En cadascun d'ells es tenen en compte les quatre destreses bàsiques: llegir, escoltar, parlar i escriure així com uns mínims coneixements culturals lligats a cada llengua i l'augment progressiu de la fluïdesa i del lèxic per part de l'aprenent. La descripció del que pot fer un parlant en un determinat nivell és orientativa.
- Nivell A1 (nivell inicial): pot comunicar-se a nivell elemental per satisfer les seves necessitats amb fórmules fixes; pot mantenir una conversa senzilla sobre temes personals si l'interlocutor l'ajuda.

- Nivell A2 (nivell bàsic): pot entendre i expressar idees sobre els temes més propers i comunicar-se en un viatge per satisfer les seves necessitats.

- Nivell B1 (nivell llindar): pot desenvolupar-se amb èxit en la majoria de situacions quotidianes i descriure experiències i desitjos, així com expressar la seva opinió sobre qüestions properes.

- Nivell B2 (nivell avançat): pot entendre la majoria de textos i mantenir converses amb fluïdesa sense esforços per part de l'interlocutor.

- Nivell C1 (nivell funcional): pot tenir èxit en gairebé tots els intercanvis comunicatius, entén el doble sentit i el rerefons cultural de l'idioma, pot treballar en la llengua estrangera.

- Nivell C2 (nivell de domini): la seva correcció és semblant a la d'un nadiu mitjà.

## Capacitats que cal desenvolupar
El Marc comú europeu de referència per a les llengües delimita les capacitats que l'alumne ha de controlar en cadascun dels nivells per a les categories «comprendre», «parlar» i «escriure». La categoria «comprendre» integra les destreses comprensió auditiva i comprensió de lectura; la categoria «parlar» integra les d'interacció oral i expressió oral i la categoria «escriure» comprèn la destresa expressió escrita.També es consideren capacitats actives, on l'emissor transmet el missatge (parla i escriptura) i passives on el rep (escolta i lectura).
| Nivell | Comprendre | Comprendre | Parlar | Parlar | Escriure |
| Nivell | Comprensió auditiva | Comprensió lectora | Interacció oral | Expressió oral | Expressió escrita |
| A1     | Reconec paraules i expressions molt bàsiques que s'usen habitualment, relatives a mi mateix, a la meua família i al meu entorn immediat quan es parla a poc a poc i amb claredat. | Comprenc paraules i noms coneguts i frases molt senzilles, per exemple les que hi ha en rètols, cartells i catàlegs. | Puc participar en una conversa de manera senzilla sempre que l'altra persona estiga disposada a repetir el que ha dit o a dir-ho amb altres paraules i a una velocitat més lenta i m'ajude a formular el que intente dir. Plantege i conteste preguntes senzilles sobre temes de necessitat immediata o assumptes molt habituals. | Utilitze expressions i frases senzilles per a descriure el lloc on visc i les persones que conec. | Soc capaç d'escriure postals curtes i senzilles, per exemple per a enviar felicitacions. Sé emplenar formularis amb dades personals, per exemple el meu nom, la meua nacionalitat i la meua adreça en el formulari del registre d'un hotel. |
| A2     | Comprenc frases i el vocabulari més habitual sobre temes d'interés personal (informació personal i familiar molt bàsica, compres, lloc de residència, ocupació). Soc capaç de captar la idea principal d'avisos i missatges breus, clars i senzills. | Soc capaç de llegir textos molt breus i senzills. Sé trobar informació específica i predictible en escrits senzills i quotidians com ara anuncis publicitaris, prospectes, menús i horaris i comprenc cartes personals breus i senzilles. | Puc comunicar-me en tasques senzilles i habituals que requereixen un intercanvi simple i directe d'informació sobre activitats i assumptes quotidians. Soc capaç de realitzar intercanvis socials molt breus, encara que, en general, no puc comprendre'ls prou com per a mantindre la conversa per mi mateix.                    | Utilitze una sèrie d'expressions i frases per a descriure amb termes senzills a la meua família i altres persones, les meues condicions de vida, el meu origen educatiu i el meu treball actual o l'últim que vaig tindre.                                                                                  | Soc capaç d'escriure notes i missatges breus i senzills relatius a les meues necessitats immediates. Puc escriure cartes personals molt senzilles, per exemple, agraint alguna cosa a algú. |
| B1     | Comprenc les idees principals quan el discurs és clar i normal i es tracten assumptes quotidians que tenen lloc en el treball, a l'escola, durant el temps d'oci, etc. Comprenc la idea principal de molts programes de ràdio o televisió que tracten temes actuals o assumptes d'interés personal o professional, quan l'articulació és relativament lenta i clara. | Comprenc textos redactats en una llengua d'ús habitual i quotidià o relacionada amb el treball. Comprenc la descripció d'esdeveniments, sentiments i desitjos en cartes personals.                                                        | Sé expressar-me en quasi totes les situacions que se'm presenten quan viatge on es parla aqueixa llengua. Puc participar espontàniament en una conversa que tracte temes quotidians d'interés personal o que siguen pertinents per a la vida diària (per exemple, família, aficions, treball, viatges i esdeveniments actuals).   | Sé enllaçar frases de manera senzilla amb la finalitat de descriure experiències i fets, els meus somnis, esperances i ambicions. Puc explicar i justificar breument les meues opinions i projectes. Sé narrar una història o relat, la trama d'un llibre o pel·lícula i puc descriure les meues reaccions. | Soc capaç d'escriure textos senzills i ben enllaçats sobre temes coneguts o d'interés personal. Puc escriure cartes personals que descriuen experiències i impressions. |
| B2     | Comprenc discursos i conferències extensos i, fins i tot, seguisc línies argumentals complexes sempre que el tema siga relativament conegut. Comprenc quasi totes les notícies de la televisió i els programes sobre temes actuals.Comprenc la majoria de les pel·lícules en les quals es parla en un nivell de llengua estàndard.                                   | Soc capaç de llegir articles i informes relatius a problemes contemporanis en els quals els autors adopten postures o punts de vista concrets. Comprenc la prosa literària contemporània.                                                 | Puc participar en una conversa amb certa fluïdesa i espontaneïtat, la qual cosa possibilita la comunicació normal amb parlants natius. Puc prendre part activa en debats desenvolupats en situacions quotidianes explicant i defensar els meus punts de vista.                                                                    | Presente descripcions clares i detallades d'una àmplia sèrie de temes relacionats amb la meua especialitat. Sé explicar un punt de vista sobre un tema exposant els avantatges i els inconvenients de diverses opcions.                                                                                     | Soc capaç d'escriure textos clars i detallats sobre una àmplia sèrie de temes relacionats amb els meus interessos. Puc escriure redaccions o informes transmetent informació o proposant motius que secunden o refuten un punt de vista concret. Sé escriure cartes que destaquen la importància que li done a determinats fets i experiències.                                    |
| C1     | Comprenc discursos extensos fins i tot quan no estan estructurats amb claredat i quan les relacions estan només implícites i no s'assenyalen explícitament. Comprenc sense gaire esforç els programes de televisió i les pel·lícules. | Comprenc textos llargs i complexos de caràcter literari o basats en fets, apreciant distincions d'estil. Comprenc articles especialitzats i instruccions tècniques llargues, encara que no es relacionen amb la meua especialitat.        | M'expresse amb fluïdesa i espontaneïtat sense haver de buscar de forma molt evident les expressions adequades. Utilitze el llenguatge amb flexibilitat i eficàcia per a finalitats socials i professionals. Formule idees i opinions amb precisió i relacione les meues intervencions hàbilment amb les d'altres parlants.        | Presente descripcions clares i detallades sobre temes complexos que inclouen altres temes, desenvolupant idees concretes i acabant amb una conclusió apropiada. | Soc capaç d'expressar-me en textos clars i ben estructurats exposant punts de vista amb certa extensió. Puc escriure sobre temes complexos en cartes, redaccions o informes ressaltant el que considere que són aspectes importants. Seleccione l'estil apropiat per als lectors als quals van dirigits els meus escrits. Fins i tot puc estar capacitat per a demanar un treball. |
| C2     | No tinc cap dificultat per a comprendre qualsevol tipus de llengua parlada, tant en converses en viu com en discursos retransmesos, encara que es produïsquen a una velocitat de parlant natiu, sempre que tinga temps per a familiaritzar-me amb l'accent. | Soc capaç de llegir amb facilitat pràcticament totes les formes de llengua escrita, incloent textos abstractes estructural o lingüísticament complexos com, per exemple, manuals, articles especialitzats i obres literàries.             | Prenc part sense esforç en qualsevol conversa o debat i conec bé modismes, frases fetes i expressions col·loquials. M'expresse amb fluïdesa i transmet matisos subtils de sentit amb precisió. Si tinc un problema, supere la dificultat amb tanta discreció que els altres a penes se n'adonen.                                  | Presente descripcions o arguments de manera clara i fluida i amb un estil que és adequat al context i amb una estructura lògica i eficaç que ajuda a l'oïdor a fixar-se en les idees importants i a recordar-les.                                                                                           | Soc capaç d'escriure textos clars i fluids en un estil apropiat. Puc escriure cartes, informes o articles complexos que presenten arguments amb una estructura lògica i eficaç que ajuda a l'oïdor a fixar-se en les idees importants i a recordar-les. Escric resums i ressenyes d'obres professionals o literàries.                                                              |

## Quadre d'equivalències
| Idioma        | A1 | A2 | B1 | B2 | C1 | C2 |
| ------------- | --- | --- | --- | --- | --- | --- |
| Alemany       | Start Deutsch 1 | Start Deutsch 2 | Zertifikat Deutsch (ZD) | Zertifikat Deutsch B2 | Zentrale Mittelstufen Prüfung (ZMP) | Zentrale Oberstufen Prüfung (ZOP); Kleines Deutsches Sprachdiplom (KDS)                                                                                  |
| Anglès        | Cambridge English: Movers; Trinity GESE grade 2 (GESE grade 1 es pre-A1) ;TOEIC (120-220 punts); IELTS (1-2 punts) | Cambridge English: Key (KET); Cambridge English: Flyers; BULATS 1; Trinity GESE grades 3,4; Trinity ISE 0; TOEIC (225-545 punts); IELTS (2-3.5 punts) | Cambridge English: Preliminary (PET); BEC 1; BULATS 2; Trinity GESE grades 5,6; Trinity ISE I; TOEIC (550-780 punts); IELTS (3.5-5 punts)                            | Cambridge English: First (FCE); BEC 2; BULATS 3; Trinity GESE grades 7,8,9; Trinity ISE II; TOEIC (785-940 punts); IELTS (5-6.5 punts) | Cambridge English: Advanced (CAE); BEC 3; BULATS 3; Trinity GESE grades 10,11; Trinity ISE III; TOEIC (945-990 punts); IELTS (6.5-8 punts)                  | Cambridge English: Proficiency (CPE); BULATS 5; Trinity GESE grade 12; Trinity ISE IV; IELTS (8-9 punts)                                                 |
| Basc          | | | PL 1 - IVAP Lehenengo maila - HABE | PL 2 - IVAP Bigarren maila - HABE | Euskararen Gaitasun Agiria (EGA) PL 3 - IVAP Hirugarren maila - HABE                                                                                        | PL 4 - IVAP Laugarren maila - HABE |
| Castellà      | | | Diploma de Español (Nivell Inicial) | Diploma de Español (Nivell Intermedi)                                                                                                  | | Diploma de Español (Nivell Superior) |
| Català        | | Certificat de nivell bàsic de català (A bàsic); Certificat de coneixements orals de valencià; Certificat de coneixements generals de català nivell A2 | Certificat de nivell elemental de català (A elemental); Grau elemental de coneixements generals de valencià; Certificat de coneixements generals de català nivell B1 | Certificat de nivell intermedi de català (B); Certificat de coneixements generals de català nivell B2;                                 | Certificat de nivell de suficiència de català (C); Grau mitjà de coneixements generals de valencià; Certificat de coneixements generals de català nivell C1 | Certificat de nivell superior de català (D); Grau superior de coneixements generals de valencià; Certificat de coneixements generals de català nivell C2 |
| Danès         | | Prøve i Dansk 1 | Prøve i Dansk 2 | Prøve i Dansk 3 | Studieprøven | |
| Finès         | | Suomen kieli perustaso 1 | Suomen kieli perustaso 2-3; keskitaso 3 | Suomen kieli; keskitaso 4-5; ylintaso 5                                                                                                | Suomen kieli; ylintaso 6 | Suomen kieli; ylintaso 7-8 |
| Francès       | Diplôme d'Etudes en Langue Française (DELF A1)                                                                     | Diplôme d'Etudes en Langue Française (DELF A2) | Diplôme d'Etudes en Langue Française (DELF B1) | Diplôme d'Etudes en Langue Française (DELF B2)                                                                                         | Diplôme Approfondi de Langue Française (DALF C1) | Diplôme Approfondi de Langue Française (DALF C2) |
| Gallec        | | Certificado de lingua galega (Celga) 1 | Celga 2 | Celga 3 | Celga 4 | Celga 5 |
| Grec          | | | Bebaevsh Ellhnomaqeiai (Veveosi Elinomathias) | Elinomathias Epipedo Eparkias | | |
| Italià        | Diploma Elementare di Lingua Italiana (DELI)                                                                       | Certificato di Conoscenza della Lingua Italiana Livello 1 (CELI 1)                                                                                    | Diploma Intermedio di Lingua Italiana (DILI); Certificato di Conoscenza della Lingua Italiana Livello 2 (CELI 2)                                                     | Diploma Avanzado di Lingua Italiana (DALI); Certificato di Conoscenza della Lingua Italiana Livello 3 (CELI 3)                         | Diploma Commerciale di Lingua Italiana (DALC); Certificato di Conoscenza della Lingua Italiana Livello 4 (CELI 4)                                           | Certificato di Conoscenza della Lingua Italiana Livello 5 (CELI 5)                                                                                       |
| Luxemburguès  | | Zertifikat Lëtzebuergesch als Friemsprooch (ZLaF) | Éischten Diplom Lëtzebuergesch als Friemsprooch (1DLaF) | Zweten Diplom Lëtzebuergesch als Friemsprooch (2DLaF)                                                                                  | | Ieweschten Diplom Lëtzebuergesch |
| Neerlandès    | | Profiel Toeristische en Informele Taalvaardigheid (PTIT)                                                                                              | Profiel Maatschappelijke Taalvaardigheid (PMT) | Staatsexamen Nederlands als Tweede Taal Examen I (NT2-I); Profiel Professionele Taalvaardigheid (PPT)                                  | Staatsexamen Nederlands als Tweede Taal Examen II (NT2-II); Profiel Academische Taalvaardigheid (PAT)                                                       | |
| Noruec        | | | Språkprøven i norsk for voksne innvandrere | | Test i norsk for fremmed- språklige Høyere nivå | |
| Portuguès     | | Certificado Inicial de Português Língua Estrangeira (CIPLE)                                                                                           | Diploma Elementar de Português Língua Estrangeira (DEPLE) | Diploma Intermédio de Português Língua Estrangeira (DIPLE)                                                                             | Diploma Avançado de Português Língua Estrangeira (DAPLE) | Diploma Universitário de Português Língua Estrangeira (DUPLE)                                                                                            |
| Rus           | | Test of Russian as a Foreign Language (TORFL/ТРКИ B) Bàsic/Bazoviy                                                                                    | Test of Russian as a Foreign Language (TORFL/ТРКИ I) Primer/Perviy                                                                                                   | Test of Russian as a Foreign Language (TORFL/ТРКИ II) Segon/Vtoroy                                                                     | Test of Russian as a Foreign Language (TORFL/ТРКИ III) Tercer/Tretii                                                                                        | Test of Russian as a Foreign Language (TORFL/ТРКИ IV) Quart/Chetvertiy                                                                                   |
| Suec          | | | Sfi-provet | | Test in Swedish for University Studies (TISUS) | |
| Xinès mandarí | HSK 1 (汉语水平考试一级)                                                                                           | HSK 2 (汉语水平考试二级) | HSK 3 (汉语水平考试三级) | HSK 4 (汉语水平考试四级) | HSK 5 (汉语水平考试五级) | HSK 6 (汉语水平考试六级) |